# Katedra Wniebowzięcia Najświętszej Marii Panny w Clermont-Ferrand
Katedra Wniebowzięcia Najświętszej Marii Panny w Clermont-Ferrand (fr. Cathédrale Notre-Dame-de-l'Assomption de Clermont-Ferrand) – gotycka katedra znajdująca się w mieście Clermont-Ferrand w Owernii, Francja. Jest siedzibą arcybiskupów Clermont (biskupów do 2002). 
Jest ona zbudowana w całości z czarnych skał wulkanicznych, co czyni ją bardzo charakterystyczną i widoczną z bardzo dużej odległości. Jej bliźniacze wieże mają 96,10 m wysokości i górują nad miastem.